# سفارة تونس لدى البحرين
سفارة تونس لدى البحرين هي البعثة الدبلوماسية للجمهورية التونسية لدى مملكة البحرين، وتقع بالعاصمة المنامة.